# فرودگاه وست‌منیجار
فرودگاه وست‌منیجار (به انگلیسی: Vestmannaeyjar Airport) (به زبان بومی: Vestmannaeyjaflugvöllur) یک فرودگاه همگانی  با کد یاتا VEY است که یک باند فرود آسفالت دارد و طول باند آن ۱۱۶۰ متر است. این فرودگاه در  کشور ایسلند قرار دارد و در ارتفاع ۹۹ متری از سطح دریا واقع شده است.